# Wandre
Wandre (in vallone Wande) è un ex comune belga, ora frazione del Comune di Liegi dal 1977 ossia dalla fusione dei comuni in Belgio. Tipica e pittoresca cittadina è una sorta di quartiere residenziale, in pochi minuti si arriva nel centro di Liegi (a Place du Marché) grazie anche all'efficiente rete di trasporti che lo collega ventiquattro ore su ventiquattro.

## Storia
Il 14 agosto 1914, il 16º e il 53º Reggimento fanteria dell'esercito imperiale tedesco passarono per le armi trentuno civili e distrussero quindici case all'epoca delle atrocità tedesche commesse all'inizio dell'invasione.